# Zap Mama

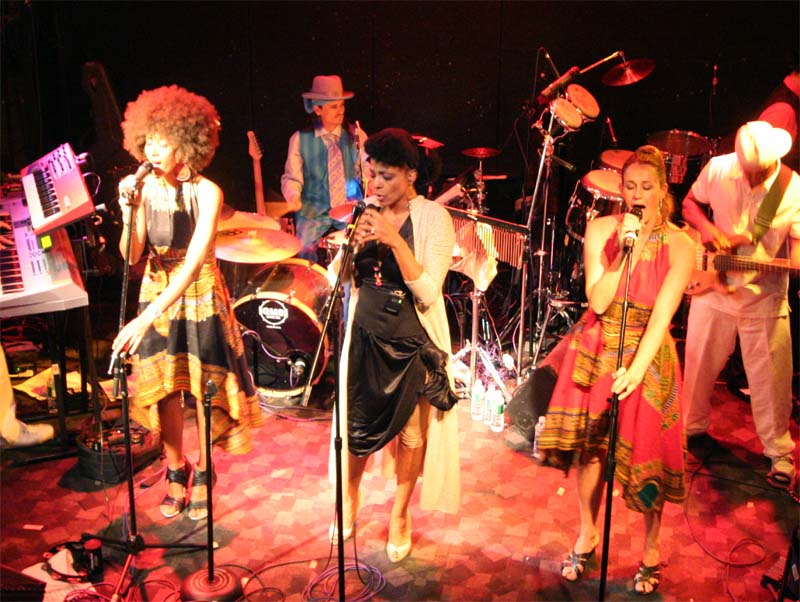
Zap Mama (2007)

Zap Mama ist eine belgische Weltmusik-Gruppe um die Sängerin Marie Daulne (* 1964 in Isiro in der Demokratischen Republik Kongo, damals Zaire). Zunächst als reine A-cappella-Frauenband gegründet kamen immer weitere Musiker hinzu, die Besetzung wechselte mehrmals, und der ursprüngliche afrikanisch-kongolesische Stil vermischte sich mit R&B, Hip-Hop und moderner westlicher Popmusik.

## Geschichte
Bandgründerin Marie Daulne ist Tochter eines Wallonen und einer Bantu. Kurz nach Daulnes Geburt in der Demokratischen Republik Kongo wurde ihr Vater von Simba-Rebellen getötet. Ihre Mutter flüchtete mit ihr in den Dschungel und wurde festgenommen, aber nach kurzer Zeit wieder freigelassen. Marie, ihre Mutter und ihre Schwestern wurden schließlich nach Brüssel ausgeflogen, da ihr Vater belgischer Staatsbürger war. In ihrer Jugend in Europa entdeckte Daulne Blues, Reggae und Hip-Hop.
Mit 15 Jahren begann sie Songs mit afrikanischen Melodien zu schreiben, und Zap Mama war geboren. 1984 reiste sie noch einmal in den Kongo um mehr über ihr Erbe und die traditionellen Vokaltechniken der Bantu und besonders den Gesangsstil mit der Eintonflöte hindewhu der Pygmäen im Kongo zu erlernen. 1989 suchte sie nach Frauen für ein a cappella-Ensemble, die, ähnlich wie sie selbst, afrikanische und europäische Aspekte vereinten. 1991 erschien das erste Album Zap Mama, das meistverkauften Weltmusik-Album des Jahres; neben ihr sangen dort ihre Cécilia Kankonda, Céline 't Hooft, Sylvie Nawasadio und Sabine Kabongo. Ab dem Album Seven (1997) waren auch Musiker und männliche Stimmen zu hören.

## Diskografie
- Zap Mama (1991)
- Adventures in Afropea 1 (1993, Reissue von "Zap Mama" mit geänderter Titelfolge)
- Sabsylma (1994)
- Seven (1997)
- A Ma Zone (1999)
- Ancestry in Progress (2004)
- Supermoon (2007)
- ReCreation (2009)